# (24711) Chamisso
(24711) Chamisso est un astéroïde de la ceinture principale.

## Description
(24711) Chamisso est un astéroïde de la ceinture principale. Il fut découvert le 6 août 1991 à Tautenburg par Freimut Börngen. Il présente une orbite caractérisée par un demi-grand axe de 2,31 UA, une excentricité de 0,22 et une inclinaison de 2,9° par rapport à l'écliptique.

## Compléments